# 1951年のスポーツ

## できごと
- 1月14日 - プロボクシング中西清明対宮本昇戦で日本初の両者KO試合
- 3月12日 - モーターボート競走法案、国会に提出される
- 4月19日 - 田中茂樹、第55回ボストン・マラソンで日本人初優勝
- 5月8日 - IOC、日本の五輪参加を決定
- 5月13日 - ラジオ体操復活
- 6月8日 - 大相撲の千代ノ山雅信、横綱免許
- 6月18日 - モーターボート競走法公布、即日施行
- 7月4日 - 第1回日本プロ野球オールスターゲーム開催
- 10月28日 - 日本人参加の初のプロレス試合、力道山対ボビー・ブランズ戦実施
- 12月6日 - 国際柔道連盟結成

## 総合競技大会
- 第1回学生スポーツ週間冬季大会（オーストリア・ガスタイン・1月22日～28日）
- 第1回アジア競技大会（ニューデリー・3月4日～11日） - 日本の獲得メダル：金24、銀21、銅15
- 第2回国際学生スポーツ週間（ルクセンブルク・8月19日～26日）
- 第6回広島国体（冬季スケート - 青森県・1月25日～28日、冬季スキー - 新潟県・2月28日～3月4日、夏季 - 広島県・9月21日～24日、秋季 - 広島県、山口県、鳥取県・10月27日～31日）
- 天皇杯順位
  - 冬季大会：優勝 北海道、第2位 長野県、第3位 青森県
  - 夏・秋季大会：優勝 東京都、第2位 福岡県、第3位 神奈川県
- 皇后杯順位
  - 冬季大会：優勝 北海道、第2位 長野県、第3位 青森県
  - 夏・秋季大会：優勝 東京都、第2位 岡山県、第3位 愛知県

## アイスホッケー
- スタンレーカップ決勝（1950-1951シーズン）
トロント・メープルリーフス （4勝1敗） モントリオール・カナディアンズ

## アメリカンフットボール
- NFLチャンピオンシップゲーム
ロサンゼルス・ラムズ（ナショナル） 24-17 クリーブランド・ブラウンズ（アメリカン）

## 大相撲
- 春場所（蔵前（仮設）国技館・1月14日～28日）
幕内最高優勝 : 照國万藏（15戦全勝,2回目）
十両優勝 : 緋縅力弥（12勝3敗）
- 夏場所（蔵前（仮設）国技館・5月13日～27日）
幕内最高優勝 : 千代ノ山雅信（14勝1敗,3回目）
十両優勝 : 大岩山金四郎（12勝3敗）
- 秋場所（大阪難波仮設国技館・9月16日～30日）
幕内最高優勝 : 東富士謹一(13勝1敗1分,4回目）
十両優勝 : 潮錦義秋（13勝2敗）

## ゴルフ

### 世界4大大会（男子）
- マスターズ優勝者：ベン・ホーガン（アメリカ）
- 全米オープン優勝者：ベン・ホーガン（アメリカ）
- 全英オープン優勝者：マックス・フォークナー（イギリス）
- 全米プロゴルフ優勝者：サム・スニード（アメリカ）

## サッカー
- 第31回天皇杯全日本サッカー選手権大会決勝
慶應BRB 3-2 大阪クラブ

## 自転車競技

### ロードレース
- 第34回ジロ・デ・イタリア
総合優勝：フィオレンツォ・マーニ（イタリア）
- 第38回ツール・ド・フランス
総合優勝：ユーゴ・コブレ（スイス）

## 競輪
- 第2回高松宮同妃賜杯競輪（大津びわこ競輪場）
男子優勝：山本清治（大阪）
女子優勝：渋谷小夜子（神奈川）
- 第4回全国争覇競輪（後楽園競輪場）
男子競走車部門優勝：山本清治（大阪）
男子実用車部門優勝：河内正一（兵庫）
女子競走車部門優勝：黒田智子（福岡）
- 第1回全国都道府県選抜競輪（大宮競輪場）
男子1000m競走優勝：〆野久人（福岡）
男子2000m競走優勝：樽井武彦（兵庫）
男子3000m競走優勝：安野勝也（埼玉）
男子6000m競走優勝：高倉登（埼玉）
女子2000m競走優勝：渋谷小夜子（神奈川）
- 第5回全国争覇競輪（大阪中央競輪場）
男子競走車部門優勝：高倉登（埼玉）
男子実用車部門優勝：河内正一（兵庫）
女子競走車部門優勝：渋谷小夜子（神奈川）
- 第1回競輪祭（小倉競輪場）
男子優勝：山本清治（大阪）
女子優勝：木本登美子（大阪）

## テニス

### グランドスラム
- 全豪選手権　男子単優勝：ディック・サビット（アメリカ）、女子単優勝：ナンシー・ウィン・ボルトン（オーストラリア）
- 全仏選手権　男子単優勝：ヤロスラフ・ドロブニー（チェコスロバキア）、女子単優勝：シャーリー・フライ（アメリカ）
- ウィンブルドン　男子単優勝：ディック・サビット（アメリカ）、女子単優勝：ドリス・ハート（アメリカ）
- 全米選手権　男子単優勝：フランク・セッジマン（オーストラリア）、女子単優勝：モーリーン・コノリー（アメリカ）

男子ダブルスで、セッジマンとケン・マグレガー（ともにオーストラリア）の組が部門初の「年間グランドスラム」を達成。

## バスケットボール
- NBAファイナル（1950-1951シーズン）
ロチェスター・ロイヤルズ （4勝3敗） ニューヨーク・ニックス

## 誕生
- 1月2日 - ビル・マドロック（アメリカ、野球）
- 1月5日 - 沢松和子（兵庫県、テニス）
- 1月11日 - ジャック・ズレンシック（アメリカ、野球）
- 1月22日 - オンドレイ・ネペラ（チェコスロバキア、フィギュアスケート、+1989年）
- 1月26日 - ヤルミラ・クラトフビロバ（チェコ、陸上競技）
- 2月1日 - 小林啓二（熊本県、オートレース）
- 2月5日 - ミスター・ポーゴ（群馬県、プロレス）
- 2月7日 - 西浦勝一（高知県、競馬）
- 2月14日 - 上村春樹（熊本県、柔道）
- 2月14日 - 坂井千明（東京都、競馬）
- 2月14日 - ケビン・キーガン（イングランド、サッカー）
- 2月15日 - トミー・クルーズ（プエルトリコ、野球）
- 2月15日 - マルク・アレン（フィンランド、ラリードライバー）
- 2月15日 - ヴァルター・シュタイナー（スイス、スキージャンプ）
- 2月19日 - 五十嵐久人（栃木県、体操競技）
- 2月25日 - ドン・クォーリー（ジャマイカ、陸上競技）
- 3月1日 - 大田卓司（大分県、野球）
- 3月24日 - パット・ブラッドリー（アメリカ、ゴルフ）
- 3月25日 - ジャンボ鶴田（山梨県、プロレス、+2000年）
- 4月1日 - ジョン・ハナ（アメリカ、アメリカンフットボール）
- 4月2日 - 岡本綾子（広島県、ゴルフ）
- 4月6日 - バート・ブライレブン（オランダ、野球）
- 4月15日 - ベアトリクス・シューバ（オーストリア、フィギュアスケート）
- 4月16日 - 片山敬済（兵庫県、オートバイレーサー）
- 4月26日 - 藤波行雄（静岡県、野球）
- 5月7日 - 木下富雄（埼玉県、野球）
- 5月11日 - 新浦壽夫（静岡県、野球）
- 5月19日 - ダイアン・ホルム（アメリカ、スピードスケート）
- 6月2日 - 仁科時成（岡山県、野球）
- 6月5日 - 蛯沢誠治（青森県、競馬、+2003年）
- 6月5日 - 柳本晶一（大阪府、バレーボール）
- 6月6日 - 高原敬武（東京都、レーシングドライバー）
- 6月7日 - ボビー・マルカーノ（ベネズエラ、野球、+1990年）
- 6月15日 - 八重樫幸雄（宮城県、野球）
- 6月18日 - 田口信教（愛媛県、水泳）
- 6月19日 - フランチェスコ・モゼール（イタリア、自転車競技）
- 7月5日 - リッチ・ゴセージ（アメリカ、野球）
- 7月13日 - 福間納（島根県、野球）
- 7月22日 - 大熊正二（福島県、ボクシング）
- 7月27日 - 斉藤和夫（埼玉県、サッカー）
- 7月31日 - イボンヌ・グーラゴング（オーストラリア、テニス）
- 8月2日 - エステバン・デ・ヘスス（プエルトリコ、ボクシング、+1989年）
- 8月10日 - 栗橋茂（東京都、野球）
- 8月13日 - センサク・ムアンスリン（タイ、ボクシング、+2009年）
- 8月14日 - 蔵本孝二（大分県、柔道）
- 8月24日 - 工藤政志（秋田県、ボクシング）
- 8月27日 - 佐野仙好（群馬県、野球）
- 9月15日 - ヨハン・ニースケンス（オランダ、サッカー）
- 9月16日 - 柏崎克彦（岩手県、柔道）
- 9月18日 - マルク・スレール（スイス、レーシングドライバー）
- 9月25日 - ボブ・マカドゥー（アメリカ、バスケットボール）
- 9月27日 - 有田修三（山口県、野球）
- 10月3日 - デーブ・ウィンフィールド（アメリカ、野球）
- 10月9日 - 加藤博一（佐賀県、野球、+2008年）
- 10月15日 - ロスコー・タナー（アメリカ、テニス）
- 10月20日 - ハンス＝ゲオルク・アッシェンバッハ（ドイツ、スキージャンプ）
- 10月26日 - スティーブ・オンティベロス（アメリカ、野球）
- 11月6日 - 森重隆（福岡県、ラグビー）
- 11月7日 - 河埜和正（愛媛県、野球）
- 11月10日 - 小島貞博（北海道、競馬）
- 11月11日 - ファジー・ゼラー（アメリカ、ゴルフ）
- 11月15日 - 間柴茂有（滋賀県、野球）
- 11月24日 - 東信二（東京都、競馬）
- 11月25日 - ヨニー・レップ（オランダ、サッカー）
- 11月29日 - 藤沢公也（愛媛県、野球）
- 12月3日 - 長州力（山口県、プロレス）
- 12月3日 - リック・メアーズ（アメリカ、レーシングドライバー）
- 12月5日 - 時本美津子（沖縄県、ボウリング）
- 12月16日 - マイク・フラナガン（アメリカ、野球、+2011年）
- 12月17日 - タチアナ・カザンキナ（ロシア、陸上競技）
- 12月21日 - スティーブ・ペリマン（イングランド、サッカー）
- 12月21日 - フィオレラ・ボニセジ（ウルグアイ、テニス）
- 12月25日 - 山本功児（大阪府、野球）
- 12月31日 - ケニー・ロバーツ（アメリカ、オートバイレーサー）

## 死去
- 1月7日 - ウルホ・ペルトネン（フィンランド、陸上競技、*1893年）
- 1月16日 - エディット・ハンナム（イギリス、テニス、*1878年）
- 2月28日 - ヘンリー・テーラー（イギリス、水泳、*1885年）
- 3月25日 - エディ・コリンズ（アメリカ、野球、*1887年）
- 7月9日 - ハリー・ハイルマン（アメリカ、野球、*1894年）
- 11月5日 - レジー・ウォーカー（南アフリカ、陸上競技、*1889年）
- 11月6日 - トム・カイリー（イギリス、陸上競技、*1869年）
- 11月30日 - ハロルド・キトソン（南アフリカ、テニス、*1874年）
- 12月5日 - ジョー・ジャクソン（アメリカ、野球、*1889年）
- 12月6日 - アンドレ・ゴベール（フランス、テニス、*1890年）